# Harry Van Gorkum
Harry Van Gorkum (* in London) ist ein britisch-US-amerikanischer Schauspieler.
Der in London geborene Harry Van Gorkum studierte Anfang der 1980er Jahre an der Lancaster University und begann eine Schauspielkarriere zunächst am Theater in England. Bald darauf zog er in die USA und begann dort als Fernsehdarsteller in vielen Fernsehserien und Sitcoms mitzuwirken, wie z. B. Seinfeld, Friends, Die Nanny und CSI: Den Tätern auf der Spur. Auch in Filmen war er häufiger zu sehen und spielte an der Seite von Schauspielergrößen wie Nicolas Cage, Bruce Willis und Sylvester Stallone. Bekannte Filme, in denen er Rollen übernahm, sind unter anderem Batman & Robin, Nur noch 60 Sekunden, Die letzte Legion und Der rosarote Panther 2.

## Filmografie (Auswahl)
- 1996: Seinfeld
- 1996: Der Sentinel – Im Auge des Jägers (The Sentinel)
- 1996: Die Nanny (The Nanny)
- 1997: Batman & Robin
- 1998: Commander Hamilton
- 2000: Escape Under Pressure (Under Pressure)
- 2000: Will & Grace
- 2000: Nur noch 60 Sekunden (Gone in Sixty Seconds)
- 2000: Deep Core – Die Erde brennt (Deep Core)
- 2000: Dragonheart – Ein neuer Anfang (Dragonheart: A New Beginning)
- 2001: Eine Nacht bei McCool’s (One Night at McCool’s)
- 2002: Charmed – Zauberhafte Hexen (Charmed, Fernsehserie)
- 2002: Friends (Fernsehserie)
- 2002: Avenging Angelo
- 2003: JAG – Im Auftrag der Ehre (JAG, Fernsehserie)
- 2003: Tränen der Sonne (Tears of the Sun)
- 2006: CSI: Den Tätern auf der Spur (CSI: Crime Scene Investigation, Fernsehserie)
- 2007: Die letzte Legion (The Last Legion)
- 2008: Adventures of Power
- 2009: Der rosarote Panther 2 (The Pink Panther 2)
- 2010: 24 (Fernsehserie)
- 2010: Karate Kid
- 2013: Happily Divorced (Fernsehserie)
- 2015: Navy CIS (Fernsehserie)
- 2018: Eruption: LA